# Электрокардиография
Электрокардиогра́фия — методика регистрации и исследования электрических полей, образующихся при работе сердца. Электрокардиография представляет собой относительно недорогой, но ценный метод электрофизиологической инструментальной диагностики в кардиологии.
Прямым результатом электрокардиографии является получение электрокардиограммы (ЭКГ).
Основные показатели, которые нужно оценивать на ЭКГ, включают в себя ось сердца, частоту и регулярность зубцов, а также интервалы и амплитуда каждого комплекса (например, P-волна, интервал PQ, комплекс QRS, сегмент ST).

## История
- В XIX веке стало ясно, что сердце во время своей работы производит некоторое количество электричества. Первые электрокардиограммы были записаны Габриелем Липпманом с использованием ртутного электрометра.

Кривые Липпмана имели монофазный характер, лишь отдалённо напоминая современные ЭКГ.
- В 1872 году Александр Муирхед[англ.], как сообщается, прикрепил провода к запястью пациента с лихорадкой, чтобы получить электронную запись его сердцебиения[3].
- В 1882 году Джон Бурдон-Сандерсон[англ.], работавший с лягушками, первым понял, что интервал между вариациями потенциала не был электрически неподвижным, и ввёл термин «изоэлектрический интервал» для этого периода[4].
- В 1887 году Август Уоллер[5] изобрёл ЭКГ-аппарат, состоящий из капиллярного электрометра Липпмана[англ.], прикрепленного к проектору. След от сердцебиения проецировался на фотопластинку, которая сама была прикреплена к игрушечному поезду. Это позволило регистрировать сердцебиение в режиме реального времени.
- В 1895 году Виллем Эйнтховен ввёл современное обозначение зубцов ЭКГ и описал некоторые нарушения в работе сердца. Он обозначил буквами P, Q, R, S и T отклонения от теоретической формы волны, которую он создал, используя уравнения. Эти уравнения корректировали фактическую форму волны, полученную с помощью капиллярного электрометра, чтобы компенсировать неточность этого инструмента. Использование букв, отличных от A, B, C и D (буквы, используемые для формы сигнала капиллярного электрометра), облегчило сравнение, когда неправильные и правильные линии были нарисованы на одном графике[6]. Эйнтховен, вероятно, выбрал начальную букву P, чтобы последовать примеру Декарта в геометрии[6]. Когда более точная форма волны была получена с использованием струнного гальванометра, который соответствовал скорректированной форме волны капиллярного электрометра, он продолжал использовать буквы P, Q, R, S и T[6], и эти буквы всё ещё используются сегодня. Эйнтховен также описал электрокардиографические особенности ряда сердечно-сосудистых заболеваний.
- В 1897 году французский инженер Клемен Адер изобрёл струнный гальванометр[англ.][7].
- В 1901 году Эйнтховен, работавший в Лейдене (Нидерланды), использовал струнный гальванометр собственного производства: первый практический ЭКГ-аппарат[8]. Это устройство было гораздо более чувствительным, чем капиллярный электрометр, который использовал Уоллер.
- В 1924 году Эйнтховен был удостоен Нобелевской премии по медицине за новаторскую работу по разработке ЭКГ-аппарата[9][10].
- К 1927 году General Electric разработала портативное устройство, которое могло бы производить электрокардиограммы без использования струнного гальванометра. Это устройство вместо этого объединяло ламповые усилители, аналогичные тем, которые использовались в радио, с внутренней лампой и движущимся зеркалом, которое направляло электрические импульсы на пленку[11].
- В 1937 году Таро Такеми[англ.] изобрел новый портативный электрокардиограф[12].
- Хотя основные принципы той эпохи все ещё используются сегодня, многие достижения в электрокардиографии были достигнуты после 1937 года. Приборостроение превратилось из громоздкого лабораторного аппарата в компактные электронные системы, которые часто включают компьютерную интерпретацию электрокардиограммы[13].
- Первая отечественная книга по электрокардиографии вышла под авторством русского физиолога А. Самойлова в 1909 году (Электрокардиограмма. Йенна, изд-во Фишер).

## Применение
- Определение частоты (см. также пульс) и регулярности сердечных сокращений (например, экстрасистолы (внеочередные сокращения), или выпадения отдельных сокращений — аритмии).
- Показывает острое или хроническое повреждение миокарда (инфаркт миокарда, ишемия миокарда).
- Может быть использована для выявления нарушений обмена калия, кальция, магния и других электролитов.
- Выявление нарушений внутрисердечной проводимости (различные блокады).
- Метод скрининга при ишемической болезни сердца, в том числе и при нагрузочных пробах.
- Даёт понятие о физическом состоянии сердца (гипертрофия левого желудочка).
- Может дать информацию о внесердечных заболеваниях, таких, как тромбоэмболия лёгочной артерии.
- Позволяет удалённо диагностировать острую сердечную патологию (инфаркт миокарда, ишемия миокарда) с помощью кардиофона.
- Обязательно применяется при прохождении диспансеризации.

## Прибор
Первые электрокардиографы вели запись на фотоплёнке, затем появились чернильные и позже, тепловые самописцы, в большинстве современных приборов используется термопринтер, позволяющий сопровождать запись ЭКГ дополнительной информацией.
Скорость движения бумаги составляет обычно 50 мм/с.
В некоторых случаях скорость движения бумаги устанавливают на 12,5 мм/с, 25 мм/с или 100 мм/с.
В начале каждой записи регистрируется контрольный милливольт.
Обычно его амплитуда составляет 10 или, реже, 20 мм/мВ. Медицинские приборы имеют определённые метрологические характеристики, обеспечивающие воспроизводимость и сопоставимость измерений электрической активности сердца. Полностью электронные приборы позволяют сохранять ЭКГ в компьютере.

### Электроды
Для измерения разности потенциалов на различные участки тела накладываются электроды. На руки и на ноги ставятся пластмассовые щипчики-зажимы, а на грудную клетку ставятся присоски, в ряде зарубежных стран на грудь ставят липкие электроды. Так как плохой электрический контакт между кожей и электродами создает помехи, то для обеспечения проводимости на участки кожи в местах контакта наносят токопроводящий гель, ранее во времена СССР и в РФ в месте контакта наносили спирт. При нанесении спирта, присоски как правило присасывались намного сильнее. Ранее использовались марлевые салфетки, смоченные солевым раствором.

### Фильтры
Применяемые в современных электрокардиографах фильтры сигнала позволяют получать более высокое качество электрокардиограммы, внося при этом некоторые искажения в форму полученного сигнала.
Низкочастотные фильтры 0,5—1 Гц позволяют уменьшать эффект плавающей изолинии, внося при этом искажения в форму сегмента ST.
Режекторный фильтр 50—60 Гц нивелирует сетевые наводки.
Антитреморный фильтр низкой частоты (35 Гц) подавляет артефакты, связанные с активностью мышц.

## Нормальная ЭКГ
Обычно на ЭКГ можно выделить 5 зубцов: P, Q, R, S, T. Иногда можно увидеть малозаметную волну U. Зубец P отображает процесс деполяризации миокарда предсердий, комплекс QRS — деполяризации желудочков, сегмент ST и зубец T отражают процессы реполяризации миокарда желудочков. Мнения исследователей относительно природы возникновения зубца U различаются. Одни считают, что он обусловлен реполяризацией папиллярных мышц или волокон Пуркинье; другие — что связан с вхождением ионов калия в клетки миокарда во время диастолы.
Процесс реполяризации (англ. repolarization) — фаза, во время которой восстанавливается исходный потенциал покоя мембраны клетки после прохождения через неё потенциала действия. Во время прохождения импульса происходит временное изменение молекулярной структуры мембраны, в результате которого ионы могут свободно проходить через неё. Во время реполяризации ионы диффундируют в обратном направлении для восстановления прежнего электрического заряда мембраны, после чего клетка оказывается готова к дальнейшей электрической активности.

### Отведения
Каждая из измеряемых разностей потенциалов в электрокардиографии называется отведением.
Отведения I, II и III накладываются на конечности: I — правая рука (−, красный электрод) — левая рука (+, жёлтый электрод), II — правая рука (−) — левая нога (+, зелёный электрод), III — левая рука (−) — левая нога (+). С электрода на правой ноге показания не регистрируются, его потенциал близок к условному нулю, и он используется только для того, чтобы убрать помехи.
Регистрируют также усиленные отведения от конечностей: aVR, aVL, aVF — однополюсные отведения, они измеряются относительно усреднённого потенциала всех трёх электродов (система Вильсона) или относительно усредненного потенциала двух других электродов (система Гольдбергера, дает амплитуду примерно на 50 % большие). Следует заметить, что среди шести сигналов I, II, III, aVR, aVL, aVF только два являются линейно независимыми, то есть, зная сигналы только в каких-либо двух отведениях, можно, путём сложения/вычитания, найти сигналы в остальных четырёх отведениях.
При так называемом однополюсном отведении регистрирующий (или активный) электрод определяет разность потенциалов между точкой электрического поля, к которой он подведён, и условным электрическим нулём (например, по системе Вильсона).
Однополюсные грудные отведения обозначаются буквой V.
| Отведения | Расположение регистрирующего электрода                                            |
| --------- | --------------------------------------------------------------------------------- |
| V1        | В 4-м межреберье у правого края грудины                                           |
| V2        | В 4-м межреберье у левого края грудины                                            |
| V3        | На середине расстояния между V2 и V4                                              |
| V4        | В 5-м межреберье по срединно-ключичной линии                                      |
| V5        | На пересечении горизонтального уровня 4-го отведения и передней подмышечной линии |
| V6        | На пересечении горизонтального уровня 4-го отведения и средней подмышечной линии  |
| V7        | На пересечении горизонтального уровня 4-го отведения и задней подмышечной линии   |
| V8        | На пересечении горизонтального уровня 4-го отведения и срединно-лопаточной линии  |
| V9        | На пересечении горизонтального уровня 4-го отведения и паравертебральной линии    |

В основном регистрируют 6 грудных отведений: с V1 по V6. Отведения V7—V8—V9 незаслуженно редко используются в клинической практике, хотя они дают более полную информацию о патологических процессах в миокарде задней (задне-базальной) стенки левого желудочка.
Для поиска и регистрации патологических феноменов в «немых» участках (см. невидимые зоны) миокарда применяют дополнительные отведения (не входящие в общепринятую систему):
- Дополнительные задние отведения Вилсона, расположение электродов и соответственно нумерация, по аналогии с грудными отведениями Вилсона, продолжается в левую подмышечную область и заднюю поверхность левой половины грудной клетки. Специфичны для задней стенки левого желудочка.
- Дополнительные высокие грудные отведения Вилсона, расположение отведений согласно нумерации, по аналогии с грудными отведениями Вилсона, на 1—2 межреберья выше стандартной позиции. Специфичны для базальных отделов передней стенки левого желудочка.
- Брюшные отведения предложены в 1954 году J. Lamber. Специфичны для переднеперегородочного отдела левого желудочка, нижней и нижнебоковой стенок левого желудочка. В настоящее время практически не используются.
- Отведения по Небу — Гуревичу. Предложены в 1938 году немецким учёным W. Nebh. Три электрода образуют приблизительно равносторонний треугольник, стороны которого соответствуют трём областям — задней стенке сердца, передней и прилегающей к перегородке. При регистрации электрокардиограммы в системе отведений по Небу при переключении регистратора в позицию aVL можно получить дополнительное отведение aVL-Neb, высокоспецифичное в отношении заднего инфаркта миокарда.

Правильное понимание нормальных и патологических векторов деполяризации и реполяризации клеток миокарда позволяют получить большое количество важной клинической информации.
Правый желудочек обладает малой массой, оставляя лишь незначительные изменения на ЭКГ, что приводит к затруднениям в диагностике его патологии, по сравнению с левым желудочком.

### Электрическая ось сердца (ЭОС)
Электрическая ось сердца — проекция результирующего вектора возбуждения желудочков во фронтальной плоскости (проекция на ось I стандартного электрокардиографического отведения). Обычно она направлена вниз и вправо (нормальные значения: 30°…70°), но может и выходить за эти пределы у высоких людей, лиц с повышенной массой тела, детей (вертикальная ЭОС с углом 70°…90°, или горизонтальная — с углом 0°…30°).
Отклонение от нормы может означать как наличие каких-либо патологий (аритмии, блокады, тромбоэмболия), так и нетипичное расположение сердца (встречается крайне редко). Нормальная электрическая ось называется нормограммой. Отклонения её от нормы влево или вправо — соответственно левограммой или правограммой.

## Другие методы

### Внутрипищеводная электрокардиография
Активный электрод вводится в просвет пищевода.
Метод позволяет детально оценивать электрическую активность предсердий и атриовентрикулярного соединения.
Важен при диагностике некоторых видов блокад сердца.

### Векторкардиография
Регистрируется изменение электрического вектора работы сердца в виде проекции объемной фигуры на плоскости отведений.

### Прекардиальное картирование
На грудную клетку пациента закрепляются электроды (обычно матрица 6х6), сигналы от которых обрабатываются компьютером.
Используется в частности, как один из методов определения объёма повреждения миокарда при остром инфаркте миокарда.
К текущему моменту расценивается как устаревший.

### Пробы с нагрузкой
Велоэргометрия используется для диагностики ИБС.

### Холтеровское мониторирование
Синоним — суточное мониторирование ЭКГ по Холтеру.
На теле пациента, который ведет обычный образ жизни, закрепляется регистрирующий блок, записывающий электрокардиографический сигнал от одного, двух, трёх или более отведений в течение суток или более. Дополнительно регистратор может иметь функции мониторирования артериального давления (СМАД). Одновременная регистрация нескольких параметров является перспективной в диагностике заболеваний сердечно-сосудистой системы.
Стоит упомянуть о семисуточном мониторировании ЭКГ по Холтеру, которое даёт исчерпывающую информацию об электрической деятельности сердца.
Результаты записи передаются в компьютер и обрабатываются врачом при помощи специального программного обеспечения.

### Гастрокардиомониторирование
Одновременная запись электрокардиограммы и гастрограммы в течение суток. Технология и прибор для гастрокардиомониторирования аналогичны технологии и прибору для холтеровского мониторирования, только, кроме записи ЭКГ по трём отведениям, дополнительно записываются значения кислотности в пищеводе и (или) желудке, для чего используется рН-зонд, введённый пациенту трансназально. Применяется для дифференциальной диагностики кардио- и гастрозаболеваний.

### Электрокардиография высокого разрешения
Метод регистрации ЭКГ и её высокочастотных, низкоамплитудных потенциалов, с амплитудой порядка 1—10 мкВ и с применением многоразрядных АЦП (16—24 бита).

## Обследование ЭКГ у пациентов с низким сердечно-сосудистым риском
Американская рабочая группа по профилактике заболеваний (англ. U.S. Preventive Services Task Force, USPSTF) считает, что регистрация ЭКГ у пациентов с низким сердечно-сосудистым риском не несёт дополнительной диагностической ценности. Причём это касается и стресс-ЭКГ. Вывод был сделан на основе мета-анализа 17 клинических исследований. Авторы исследования считают, что потенциальная польза, которую может принести исследование, не превосходит возможного вреда, где под вредом понимается проведение дополнительных ненужных процедур, которые могут иметь осложнение и вызывать дополнительное беспокойство пациента.